# Peroara
Peroara is een geslacht van vlinders van de familie tandvlinders (Notodontidae).

## Soorten
- P. caterina Schaus, 1928
- P. discovata Schaus, 1922
- P. sylvestris Schaus, 1906